# Kasteel Carolinaberg

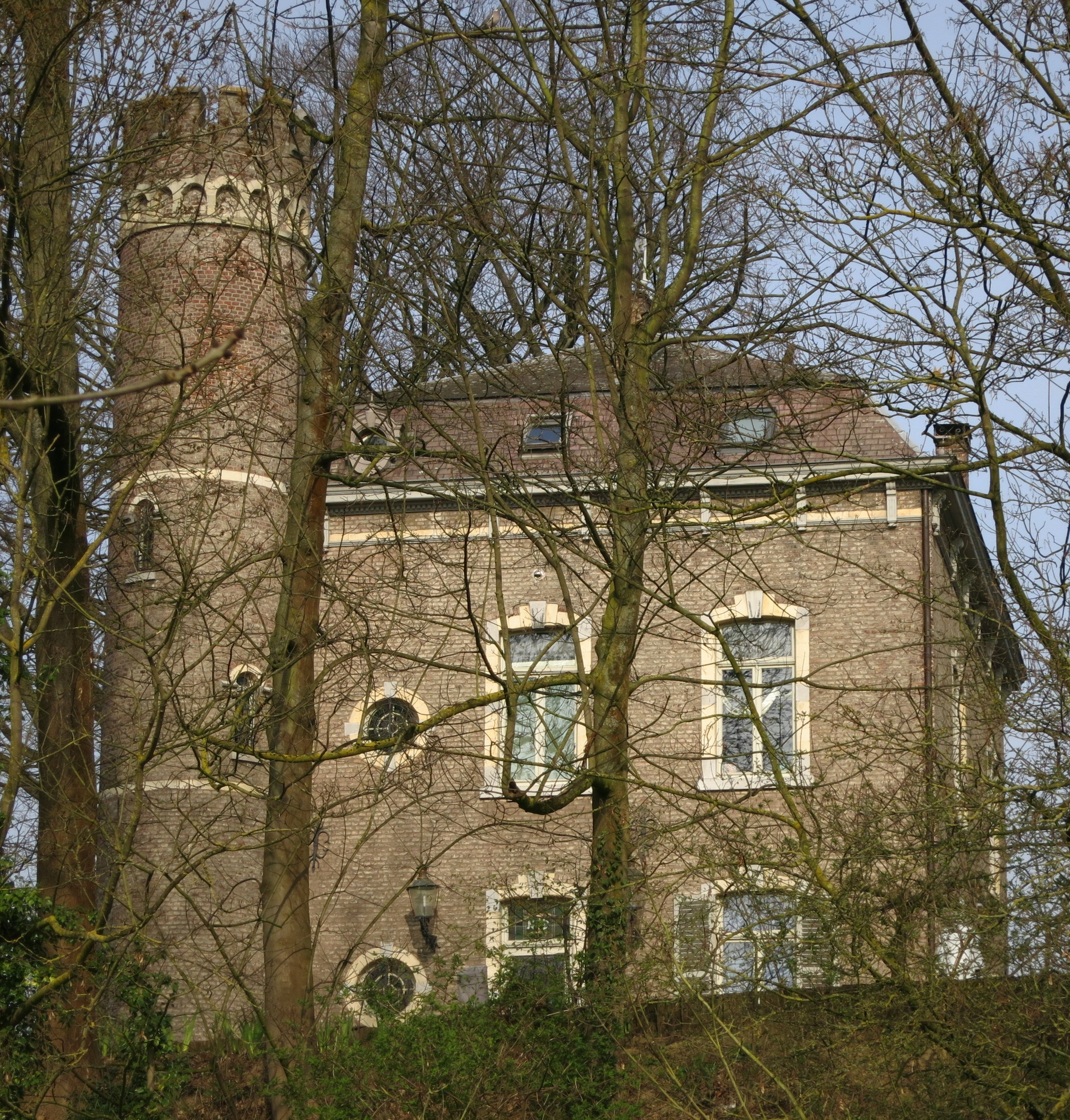

Het Kasteel Carolinaberg (ook: Karolinaberg) is een kasteel te Stokkem, gelegen aan de Steenkuilstraat 70. Het huidige gebouw stamt uit 1878, maar de geschiedenis van een kasteel op deze plaats gaat veel verder terug. 

## Geschiedenis
Omstreeks 1036 werd op een natuurlijke hoogte aan de linker Maasoever Nieuwenborgh gebouwd. Deze burcht vormde een frequente verblijfplaats voor de Graaf van Loon. In 1361 stierf Graaf Diederik van Heinsberg in deze burcht. Vervolgens speelde de burcht een belangrijke rol in de Loonse Successieoorlogen. Na een beleg van vier weken werd de Loonse pretendent voor de graventitel, Godfried van Dalenbroek, in 1363 verslagen, waarmee het Graafschap Loon definitief in bezit kwam van het Prinsbisdom Luik. Ook de Prins-bisschoppen verbleven regelmatig in de burcht.
Ook in het conflict tussen Prins-bisschop Johan van Horne en Willem van der Mark speelde het kasteel een rol: Nadat Willem in 1485 te Maastricht was onthoofd, werd het kasteel in 1486 ingenomen door aanhangers van Van der Mark.
In 1515 werd de burcht, op last van Prins-bisschop Everhard van der Marck, verfraaid en vergroot, en werd een geliefde residentie voor deze heersers. In 1675 en 1678 werd het kasteel door de Fransen ingenomen. In 1679 vertrokken zij, na het kasteel te hebben ontmanteld. In 1681, tijdens de Negenjarige Oorlog, werd het kasteel bezet door Duitse troepen, en tijdens de Spaanse Successieoorlog, in 1702, waren het weer de Franse troepen die het bezetten, waar ze werden belegerd door Hollandse troepen. Dezen beschoten de burcht met granaten, waarbij ze voorgoed werd verwoest. In 1784 werd de ruïne voor het grootste deel gesloopt en de materialen ervan werden verkocht. Waarschijnlijk was het slopen van de restanten van de burcht al eerder begonnen.
Uiteindelijk werd, in 1878, de site aangekocht door ene F. Caïmo, die arrondissementscommissaris te Tongeren was. Hij liet op deze plaats Kasteel Carolinaberg bouwen, vernoemd naar zijn overleden vrouw, Carolina de la Brassinne.

## Heden
Het Kasteel Carolinaberg is een vierkant gebouw in eclectische stijl, voorzien van een ronde hoektoren en gedekt door een mansardedak. Achter het huis bevindt zich een koetshuis en een paardenstal uit dezelfde tijd. Ook werd er een park aangelegd, waarvan de oude beuk naast het kasteel nog een overblijfsel is. Ook in het park zijn nog enkele resten van de burchtruïne aan te treffen, terwijl er daarnaast overblijfselen zijn van de Beer en de Blauwmuur, oude oeververdedigingswerken vervaardigd uit (blauwachtige) kalksteen. De Maas, aan de oever waarvan de oorspronkelijke burcht werd gebouwd, is ondertussen een kilometer naar het oosten verschoven, maar een oude Maasarm ligt nog voor het kasteel. De uiterwaard tussen het kasteel en de huidige Maasbedding werd in de 2e helft van de 20e eeuw grotendeels vergraven voor grindwinning, waardoor plassen ontstonden die later werden ontwikkeld tot natuurgebied Negenoord.